# Контвил ле Булоњ
Контвил ле Булоњ (фр. Conteville-lès-Boulogne) насеље је и општина у североисточној Француској у региону Север-Па д Кале, у департману Па де Кале која припада префектури Булоњ сир Мер.
По подацима из 2011. године у општини је живело 469 становника, а густина насељености је износила 223,33 становника/km². Општина се простире на површини од 2,1 km². Налази се на средњој надморској висини од 36 метара (максималној 106 m, а минималној 25 m).

## Демографија
| 1962. | 1968. | 1975. | 1982. | 1990. | 1999. | 2011. |
| ----- | ----- | ----- | ----- | ----- | ----- | ----- |
| 206   | 223   | 206   | 257   | 437   | 441   | 469   |

График промене броја становника у току последњих година